# Ave End
Ave End è il sesto album in studio registrato dalla band tedesca gothic metal Lacrimas Profundere. Il disco è stato pubblicato nel 2004 dall'etichetta Napalm Records.

## Tracce
1. One Hope's Evening – 3:50
2. Ave End – 3:46
3. To Bleed or Not to Be – 4:23
4. Sarah Lou – 4:48
5. Amber Girl – 2:58
6. Testified – 4:02
7. Astronautumn – 3:29
8. Evade – 3:55
9. Wake Down – 3:54
10. Black – 4:34
11. Come, Solitude – 3:41
12. Ever (Bonus Track) – 6:21

## Formazione
- Christopher Schmid - voce
- Oliver Nikolas Schmid - chitarra
- Christian Freitsmiedl - chitarra
- Daniel Lechner - basso
- Christian Steiner - tastiere
- Wilhelm Wurm - batteria